# Воскресенский, Сергей Сергеевич (географ)
Сергей Сергеевич Воскресенский (1913—1993) — советский геоморфолог, доктор географических наук, профессор географического факультета МГУ, заслуженный деятель науки РСФСР, участник Великой Отечественной войны.

## Биография
Родился 10 марта 1913 года в Москве. Окончил географический факультет МГУ(1939). Поступил в аспирантуру географического факультета. В октябре 1939 года был призван из аспирантуры в ряды Красной Армии. Великую Отечественную войну встретил под Львовом. Был направлен на учёбу в Военно-транспортную академию. После её окончания старший лейтенант Сергей Воскресенский участвовал в боях. Его рота под бомбёжками наводила переправы, восстанавливала дороги, обеспечивая продвижение наших войск. Особенно тяжелыми были бои при форсировании Днепра. Командуя подразделением, Воскресенский ночью перебрался на правый берег Днепра и под непрерывным обстрелом вместе с другими обеспечивал переправу советских войск. Подразделение Воскресенского налаживало переправы на Висле, Одере и др.
После демобилизации восстанавливается в аспирантуре (1946). Во время учёбы в аспирантуре работал в Центральной аэрогеологической экспедиции Министерства геологии СССР (Ангарская партия).
Защитил (1950) диссертацию «Асимметрия склонов речных долин европейской части СССР» на учёную степень кандидата географических наук. Защитил (1958) диссертацию «Вопросы геоморфологии Сибири» на учёную степень доктора географических наук.
С 1947 года и всю свою жизнь Воскресенский трудился на кафедре геоморфологии географического факультета МГУ, сначала ассистентом (1949—1951), затем старшим преподавателем (1951—1953), старшим научным сотрудником (1953—1960), профессором (1960—1993).
Награждён орденом «Красной звезды», двумя орденами «Великой Отечественной войны II степени», медалью «За боевые заслуги», медалью «За победу над Германией». Награжден также бронзовой медалью ВДНХ II степени.
Лауреат премии Д. Н. Анучина (1973) за монографию «Динамическая геоморфология (формирование склонов)», многократный лауреат премий Министерства высшего и специального среднего образования СССР. Заслуженный деятель науки и техники РСФСР (1973). Почётный разведчик недр Министерства геологии СССР (1983).
Область научных интересов: геоморфология, география и геология Сибири, Дальнего Востока, республик Средней Азии.
Основные труды: «Геоморфология Сибири» (1962), «Геоморфологическое районирование СССР и прилегающих морей» (соавт., 1980), «Стратиграфия четвертичных отложений Индигиро-Колымского среднегорья» (соавт., 1984), «Геоморфология россыпей» (1985), учебник «Геоморфология СССР» (1968), учебные пособия «Геоморфология Сибири. Курс лекций» (1957), «Динамическая геоморфология. Формирование склонов» (1971).
Сергей Сергеевич Воскресенский умер 5 сентября 1993 года в Москве. Похоронен на Хованском кладбище (Северная территория, участок 233).